# Perry McGillivray
Perry McGillivray (Chicago, 5 de agosto de 1893-Maywood, 27 de julio de 1944) fue un nadador estadounidense especializado en pruebas de estilo libre, donde consiguió ser campeón olímpico en 1920 en los 4x200 metros.

## Carrera deportiva
En los Juegos Olímpicos de Estocolmo 1912 ganó la medalla de plata en los relevos de 4x200 metros estilo libre, tras Australasia (oro con 10:11.6 segundos) y por delante de Reino Unido; sus compañeros de equipo fueron los nadadores: Ken Huszagh, Harry Hebner y Duke Kahanamoku.